# Apogon amboinensis
 Apogon amboinensis és una espècie de peix de la família dels apogònids i de l'ordre dels perciformes.

## Morfologia
Els mascles poden assolir els 7 cm de longitud total.

## Distribució geogràfica
Es troba des de les costes de Zanzíbar (Tanzània) fins al sud-est d'Àsia, Japó, Taiwan, Palau, les Filipines, Nova Guinea, Salomó i Nova Caledònia.